# Khaţţ-e Āhī
Khaţţ-e Āhī (persiska: خَطِّ آهی) är en ort i Iran.   Den ligger i provinsen Mazandaran, i den norra delen av landet, 130 km nordost om huvudstaden Teheran. Antalet invånare är 733.
Terrängen runt Khaţţ-e Āhī är platt. Runt Khaţţ-e Āhī är det ganska tätbefolkat, med 155 invånare per kvadratkilometer. Närmaste större samhälle är Āmol, 18,4 km söder om Khaţţ-e Āhī. Trakten runt Khaţţ-e Āhī består till största delen av jordbruksmark.